# Чемпионат Европы по волейболу среди девушек 1997
2-й Чемпионат Европы по волейболу среди девушек (финальный турнир) проходил с 25 по 30 марта 1997 года в двух городах Словакии (Пухове и Поважска-Бистрице) с участием 8 сборных команд, составленных из игроков не старше 18 лет. Чемпионский титул выиграла юниорская сборная России.

## Команды-участницы
Словакия — команда страны-организатора;
Италия — по итогам чемпионата Европы среди девушек 1995;
Беларусь, Польша, Россия, Украина, Хорватия, Чехия — по результатам квалификации.

## Квалификация
Квалификация (отборочный турнир) чемпионата прошла в январе 1997 года. Были разыграны 6 путёвок в финальный турнир европейского первенства. От квалификации освобождены Словакия (команда страны-организатора) и Италия (по итогам предыдущего чемпионата Европы). 
По результатам отборочного турнира путёвки в финальную стадию чемпионата выиграли Беларусь, Польша, Россия, Украина, Хорватия, Чехия.

## Система розыгрыша
Соревнования состояли из предварительного этапа и плей-офф. На предварительной стадии 8 команд-участниц были разбиты на 2 группы, в которых играли в один круг. По две лучшие команды из групп вышли в полуфинал плей-офф и далее по системе с выбыванием определили призёров чемпионата. Итоговые 5—8-е места по такой же системе разыграли команды, занявшие в группах предварительного этапа 3—4-е места.

## Предварительный этап
|  | Прошедшие в плей-офф за 1—4 места |

### Группа 1
Поважска-Бистрица
| М | Команда  | 1   | 2   | 3   | 4   | И | В | П | С/П | О |
| - | -------- | --- | --- | --- | --- | - | - | - | --- | - |
| 1 | Украина  |     | 3:2 | 3:2 | 3:1 | 3 | 3 | 0 | 9:5 | 6 |
| 2 | Польша   | 2:3 |     | 3:1 | 3:1 | 3 | 2 | 1 | 8:5 | 5 |
| 3 | Италия   | 2:3 | 1:3 |     | 3:0 | 3 | 1 | 2 | 6:6 | 4 |
| 4 | Беларусь | 1:3 | 1:3 | 0:3 |     | 3 | 0 | 3 | 2:9 | 3 |

25 марта
Украина — Беларусь 3:1 (15:10, 10:15, 15:8, 15:2); Польша — Италия 3:1 (7:15, 15:8, 15:10, 15:6).
26 марта
Украина — Италия 3:2 (8:15, 5:15, 15:10, 15:10, 15:6); Польша — Беларусь 3:1 (13:15, 15:13, 15:11, 17:16).
27 марта
Украина — Польша 3:2 (16:14, 6:15, 15:5, 8:15, 15:9); Италия — Беларусь 3:0 (15:4, 15:6, 15:5).

### Группа 2
Пухов
| М | Команда  | 1   | 2   | 3   | 4   | И | В | П | С/П | О |
| - | -------- | --- | --- | --- | --- | - | - | - | --- | - |
| 1 | Россия   |     | 3:2 | 3:1 | 3:2 | 3 | 3 | 0 | 9:5 | 6 |
| 2 | Хорватия | 2:3 |     | 3:0 | 3:1 | 3 | 2 | 1 | 8:4 | 5 |
| 3 | Словакия | 1:3 | 0:3 |     | 3:1 | 3 | 1 | 2 | 4:7 | 4 |
| 4 | Чехия    | 2:3 | 1:3 | 1:3 |     | 3 | 0 | 3 | 4:9 | 3 |

25 марта
Хорватия — Словакия 3:0 (15:7, 15:7, 15:12); Россия — Чехия 3:2 (14:16, 15:6, 13:15, 16:14, 15:10).
26 марта
Россия — Хорватия 3:2 (15:10, 9:15, 15:12, 11:15, 15:9); Словакия — Чехия 3:1 (15:7, 15:4, 12:15, 15:11).
27 марта
Хорватия — Чехия 3:1 (15:12, 9:15, 15:12, 15:8); Россия — Словакия 3:1 (16:14, 17:16, 5:15, 15:5).

## Плей-офф
Пухов

### Полуфинал за 5—8-е места
29 марта
Италия — Чехия 3:1 (15:12, 7:15, 15:7, 15:12).
Беларусь — Словакия 3:0 (15:13, 15:4, 15:5).

### Полуфинал за 1—4-е места
29 марта
Хорватия — Украина 3:2 (15:13, 6:15, 12:15, 15:10, 15:8).
Россия — Польша 3:1 (11:15, 15:2, 15:11, 15:12).

### Матч за 7-е место
30 марта
Словакия — Чехия 3:0 (15:9, 15:10, 15:7).

### Матч за 5-е место
30 марта
Италия — Беларусь 3:1 (8:15, 16:14, 15:5, 15:4).

### Матч за 3-е место
30 марта
Польша — Украина 3:0 (15:10, 15:6, 15:6).

### Финал
30 марта
Россия — Хорватия 3:1 (15:8, 2:15, 15:13, 15:9).

## Итоги

### Положение команд
| Место | Команда  |
| ----- | -------- |
| 1     | Россия   |
| 2     | Хорватия |
| 3     | Польша   |
| 4     | Украина  |
| 5     | Италия   |
| 6     | Беларусь |
| 7     | Словакия |
| 8     | Чехия    |

Россия, Хорватия, Польша, Украина, Италия, Беларусь квалифицировались на чемпионат мира среди девушек 1997.

### Призёры
Россия: Анна Артамонова, Анна Великанова, Екатерина Гамова, Татьяна Горшкова, Анжела Гурьева, Ольга Коновалова, Евгения Кузянина, Олеся Макарова, Валерия Пушненкова, Алёна Спирякова, Ольга Чуканова, Екатерина Шицелова. Главный тренер — Валерий Юрьев.
  Хорватия.
  Польша. 

### MVP
- Самый ценный игрок (MVP):  Ингрид Сискович